# 君にBUMP
「君にBUMP」（きみにバンプ）は、ケツメイシのメジャー10枚目・通算13枚目のシングル。2004年7月28日に発売。

## 解説
ミュージック・ビデオの振付はパパイヤ鈴木で、羽賀研二が出演。映画「サタデーナイトフィーバー」を意識したとのこと。ジャケットはディスコを感じさせるキラキラジャケットとなっている。前作「涙」に続きオリコンチャート最高2位を獲得。

### メディアでの使用
2019年9月9日～9月15日放送のKBS京都「京都・時の証言者」で2004年のBGMでも使用。

## 収録曲
作詞・作曲：ケツメイシ
1. 君にBUMP
basic track：NAOKI-T
sound produce：YANAGIMAN
2. そばにいて
basic track and sound produce：YANAGIMAN
3. 海〜シオサイ30φmix
4. よる☆かぜ 〜FPM disco tropicana〜

## タイアップ
君にBUMP - ボーダフォン（現ソフトバンク）

## 収録アルバム
ケツノポリス4※両楽曲とも収録